# Trioceros incornutus
Espèce
Synonymes
- Chamaeleon incornutus Loveridge, 1932

Statut de conservation UICN

 LC  : Préoccupation mineure
Statut CITES
Trioceros incornutus est une espèce de sauriens de la famille des Chamaeleonidae.

## Répartition
Cette espèce est endémique de Tanzanie. Elle se rencontre dans les Mont Poroto, Rungwe et Ukinga.

## Publication originale
- Loveridge, 1932 : New Reptiles and Amphibians from Tanganyika Territory and Kenya Colony. Bulletin of the Museum of Comparative Zoology, vol. 72, p. 374-387 (texte intégral).